# 22 Korpus Pancerny (ZSRR)
22 Korpus Pancerny (ros. 22-й танковый корпус) – jednostka pancerna Armii Czerwonej z okresu II wojny światowej.
22 Korpus Pancerny (22 KPanc.) sformowany został w dniach 25 marca-10 kwietnia 1942. Wyposażony został tylko w 22 czołgi T-34, resztę stanowiły czołgi lekkie i produkcji brytyjskiej dostarczone w ramach Lend-Lease. Tak wyposażony, został włączony został w skład 38 Armii gen. Moskalenki. Po bitwie pod Charkowem został przemianowany na 5 Korpus Pancerny.

## Dowództwo korpusu
Dowódcy: 
- gen. mjr Aleksandr Szamszin[2] (03.04.1942 - 25.09.1942)[1].

Szefowie sztabu:
- płk Michaił Semeniuk (07.05.1942 - 15.08.1942)
- płk Matwiej Szaposznikow (15.08.1942 - 00.10.1942)[1].

## Struktura organizacyjna
- 13 Brygada Pancerna,
- 36 Brygada Pancerna,
- 168 Brygada Pancerna,
- 34 Brygada Piechoty Zmotoryzowanej (od 02.07.2042 22 Brygada Piechoty Zmotoryzowanej)[1].

Skład w lipcu 1942:
- 133 Brygada Pancerna,
- 173 Brygada Pancerna,
- 176 Brygada Pancerna,
- 182 Brygada Pancerna[1].

Skład we wrześniu 1942:
- 121 Brygada Pancerna,
- 158 Brygada Pancerna,
- 163 Brygada Pancerna[1].